# Justyna Steczkowska
Justyna Maria Steczkowska (* 2. srpna 1972 Řešov) je polská zpěvačka pop music. Věnuje se také herectví a fotografování a je členkou Polské společnosti fonografického průmyslu. V roce 1995 reprezentovala Polsko na Eurovision Song Contest s písní „Sama“, kde skončila na 18. místě. Podruhé se soutěže zúčastnila v roce 2025, s písní „Gaja“ se umístila na 14. místě.

## Kariéra
Vystupovala se skupinami Agressiva 69, Wańka Wstańka a Revolutio Cordis. V roce 1994 vyhrála talentovou soutěž Szansa na sukces. V roce 1996 získala Cenu Fryderyk pro zpěvačku roku. Její debutové album se prodalo ve více než 350 000 exemplářích. V roce 2015 vyhrála anketu Superjedynki. V roce 2024 se snažila o návrat na Eurovision Song Contest s písní „WITCH-ER Tarohoro“, v národním výběru ale skončila na druhém místě.
Hrála ve filmech Billboard, Na koniec świata a Kanadyjskie sukienki, v televizním seriálu Niania a ve varšavském divadle Teatr Syrena.

## Osobní život
Steczkowska pochází z rodiny tatarského původu, má osm sourozenců a byla houslistkou rodinné kapely. Jejím manželem je architekt Maciej Myszkowski, mají spolu tři děti.

## Diskografie
- Dziewczyna Szamana (1996)
- Naga (1997)
- Na koniec świata (1999)
- Dzień i Noc (2000)
- Mów do mnie jeszcze (2001)
- Alkimja (2002)
- Femme Fatale (2004)
- Daj mi chwilę (2007)
- Puchowe kołysanki (2008)
- To mój czas (2009)
- Mezalianse (2011)
- XV (2012)
- Puchowe kołysanki 2 (2013)
- Anima (2014)
- I na co mi to było? (2015)
- Maria Magdalena. All is One (2019)
- Szamanka (2022)
- Steczkowska Demarczyk (2023)
- Witch Tarohoro (2024)